# ジョージ・ワシントン・マクラリー

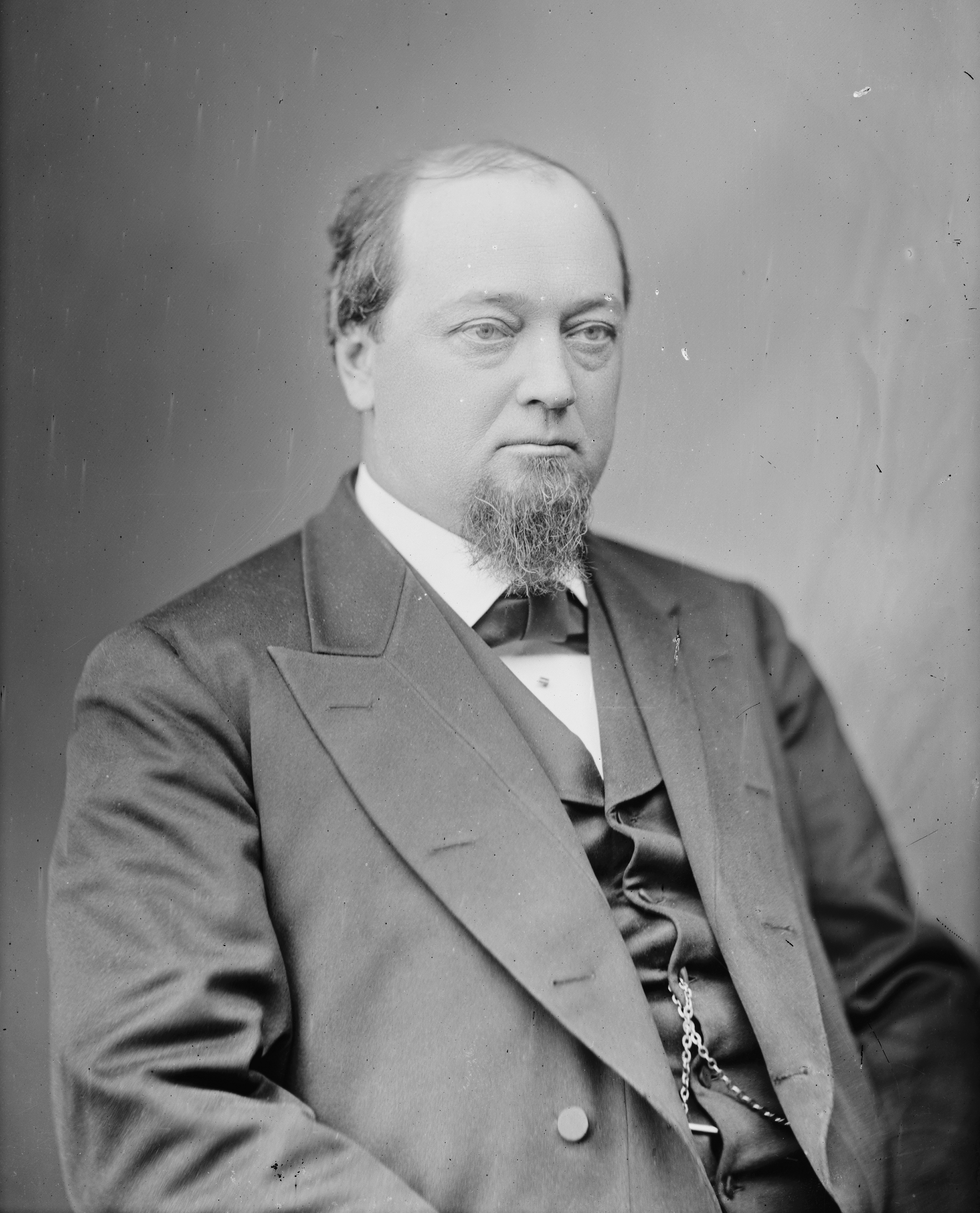
ジョージ・ワシントン・マクラリー

ジョージ・ワシントン・マクラリー（George Washington McCrary, 1835年8月29日 - 1890年6月23日）は、アメリカ合衆国の政治家。共和党に所属し、アイオワ州選出連邦下院議員および第33代アメリカ合衆国陸軍長官を務めた。

## 生い立ちと初期の経歴
1835年8月29日、マクラリーはインディアナ州エヴァンズヴィル近郊に生まれた。マクラリーは1836年に両親とともにアイオワ準州へ移住し、ヴァン・ビューレン郡に入植した。マクラリーは地元の公立学校で教育を受けた。マクラリーはジョン・ランキンとサミュエル・フリーマン・ミラーの事務所で法律を学び、1856年に弁護士として認可を受けた。マクラリーはアイオワ州キオカクで弁護士業を開業した。

## アイオワ州議会議員
マクラリーは1857年から1860年までアイオワ州下院議員を務め、1861年から1865年までアイオワ州上院議員を務めた。マクラリーは州議会において、軍事委員会の委員長を務めた。

## 連邦下院議員

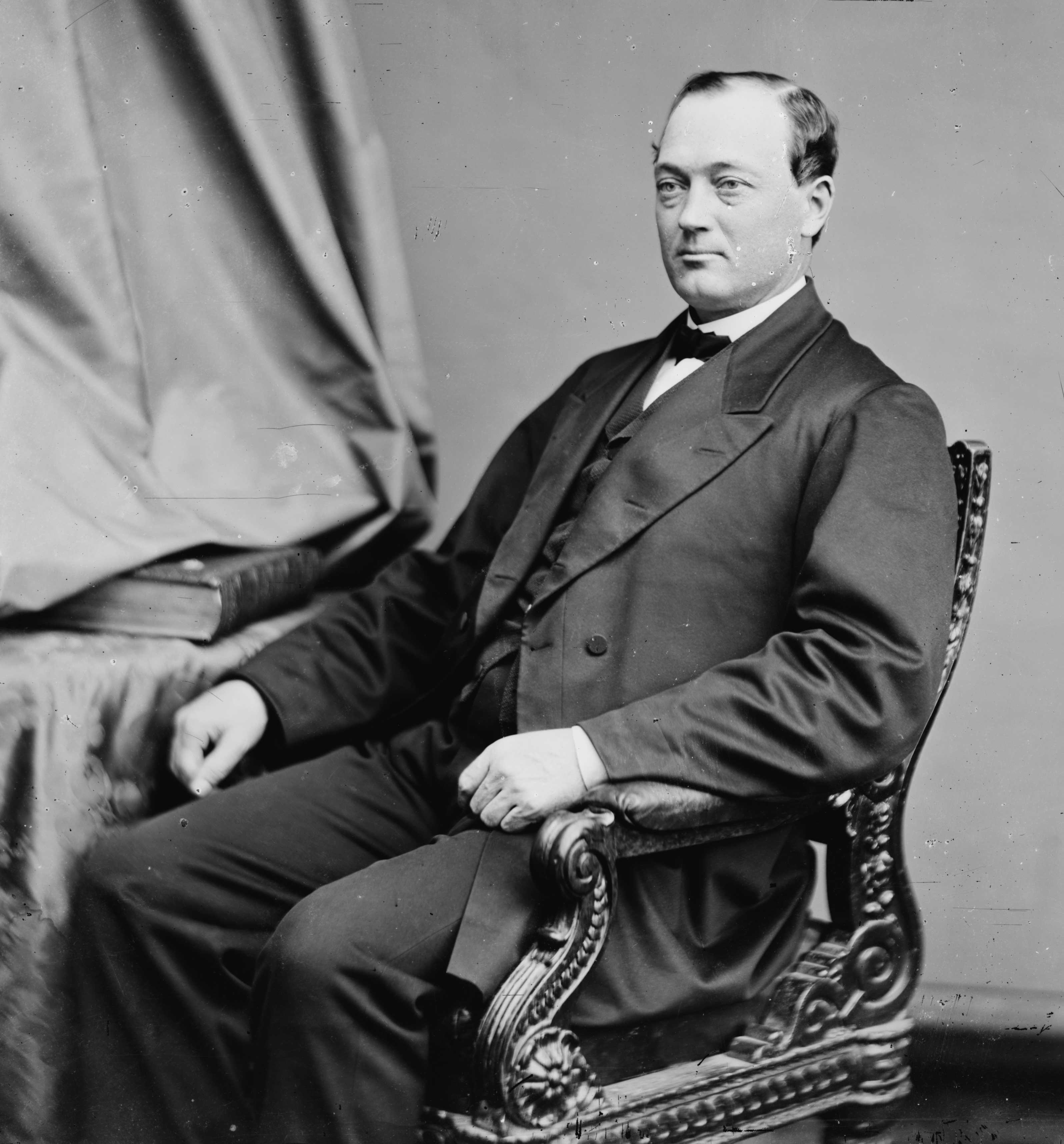
連邦下院議員時代のマクラリー

1868年、マクラリーは共和党候補として、アイオワ州第1選挙区から連邦下院議員に選出された。マクラリーはその後、1870年、1872年、1874年の選挙でも勝利した。マクラリーは最終的に連邦下院議員を1869年3月から1877年3月まで4期8年務めた。1876年は共和党の指名を受けず、立候補しなかった。
マクラリーは第42議会で下院選挙委員会委員長を務め、第43議会で下院鉄道運河委員会委員長を務めた。また下院司法委員会の委員も務め、1872年のクレディ・モビリエ事件の調査を担当した。マクラリーは1875年に、『アメリカの選挙法に関する論文』を発表した。

## 陸軍長官

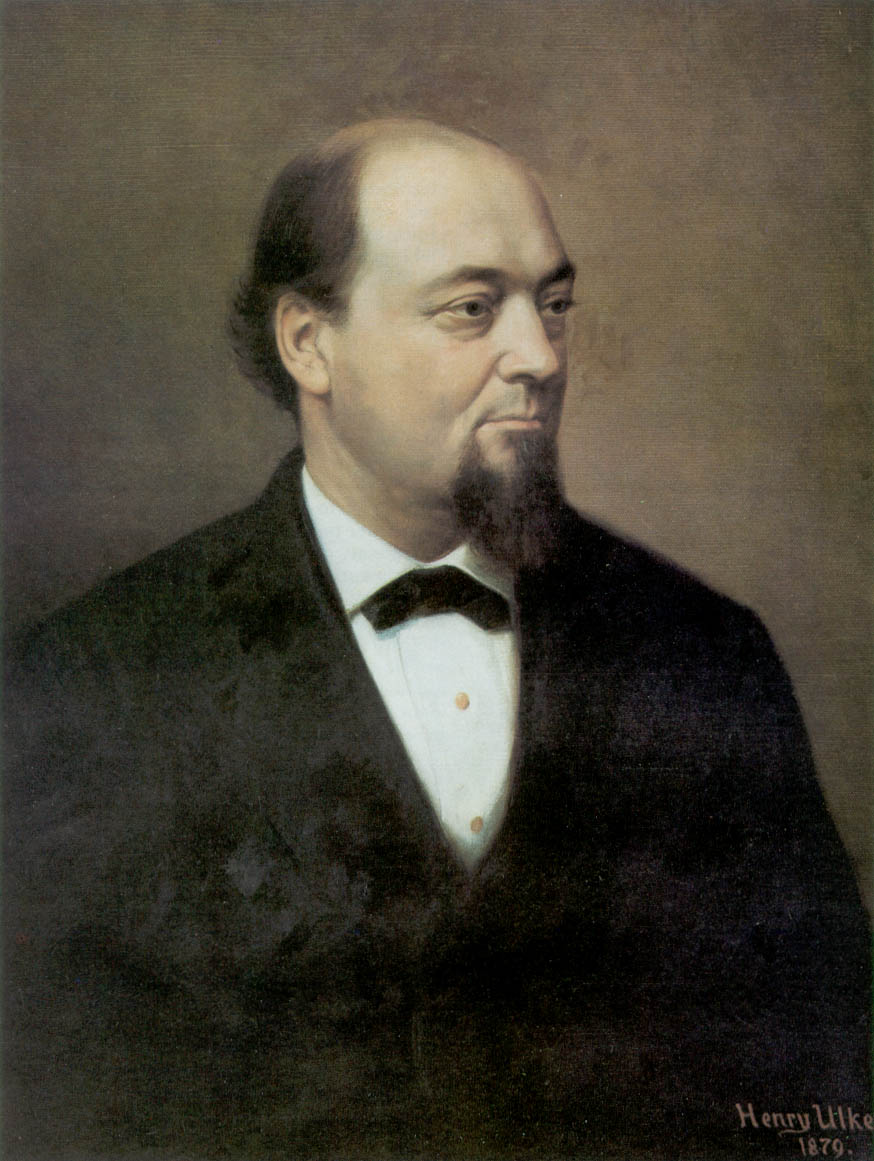
陸軍長官時代のマクラリー

1877年3月にラザフォード・ヘイズが大統領に就任すると、マクラリーは陸軍長官として指名を受けた。マクラリーは1879年12月まで陸軍長官を務めた。マクラリーはレコンストラクションのためサウスカロライナ州とルイジアナ州に駐留していた連邦軍に撤収を命じた。マクラリーは1877年に発生した鉄道ストライキの鎮圧や、メキシコとの国境線の防衛に連邦軍を流用した。1879年12月、マクラリーは連邦控訴裁判所の判事職に就くため、陸軍長官を辞任した。

## 晩年
マクラリーは1879年12月にアメリカ合衆国第8巡回区控訴裁判所の判事として指名を受け、1880年から1884年まで判事職を務めた。その後マクラリーはミズーリ州カンザスシティに移り、アッチソン・トピカ・アンド・サンタフェ鉄道の法務顧問に就任した。
1890年6月23日、マクラリーはミズーリ州セントジョセフにおいて死去した。マクラリーの遺体は故郷アイオワ州キオカクのオークランド墓地に埋葬された。

## 家族
父親はスコットランドからの移民の子孫ジェイムズ・マクラリー (James McCrary, 1797-1885)、母親はケンタッキー州出身のマチルダ・フォレスト (Matilda Forrest, 1804-1878)。
1857年3月11日、マクラリーはヘレン・ジェラット (Helen Gelatt) と結婚した。2人の間には以下の子供が生まれた。
1. ヘレン・A・マクラリー (Helen A. McCrary)
2. ケイティ・H・マクラリー (Katie H. McCrary)
3. デッシー・マクラリー (Dessie McCrary)
4. エミリー・マクラリー (Emily McCrary)
5. 某・マクラリー (unknown McCrary)